# Кім Гу
Кім Гу або Кім Ґу (кор. 김구, Kim Gu; ім'я при народженні Кім Чхан Су, також відомий під псевдонімом Пек Пом, 29 серпня 1876 — 26 червня 1949) — корейський політик, літературознавець. Останній голова Тимчасового уряду Кореї.

## Біографія
Народився 29 серпня 1876 в провінції Хванхе, Чосон. 
У 1896 вбив Цутіду Дзосуке, одного з учасників вбивства королеви Мін, після чого був затриманий і підданий тортурам. Згодом після розгону руху 1 березня, в 1919 році, його заслали до Шанхаю. У Шанхаї Кім Гу приєднався до Тимчасового уряду Кореї. Був міністром внутрішніх справ, після чого, в 1927 році, став головою уряду. У 1931 році він організував націоналістичну терористичну групу, Корейський патріотичний легіон.
Після втечі в Чунцін, де розташувалося китайський Націоналістичний уряд Чан Кайши, Кім Гу заснував Корейську армію звільнення, поставивши в її голові Чі Чхон Чхона. Коли Друга світова війна в грудні 1941 року досягла Тихого океану, Кім Гу оголосив війну Японії та Німеччини, після чого його Армія звільнення воювала на боці союзних сил в Китаї та Південно-Східній Азії. У планах було також звільнення Кореї в 1945 році, однак союзні війська випередили Армію звільнення.
Після японської капітуляції Кім Гу повернувся до Сеула, де став одним з найбільших керівників правих сил Півдня країни, який був окупований американськими військами. Він вкрай негативно ставився до режиму Кім Ір Сена, який був приведений до влади на півночі, що перебувала під радянською окупацією, і жорстоко придушував комуністичний рух у південній частині країни. 
У 1948 Парламент Південної Кореї висунув Кім Гу на пост першого президента, однак на тих виборах з великою перевагою переміг Лі Син Ман, перший голова Тимчасового уряду. Кім Гу також програв вибори віце-президента Лі Сі Йону.
У 1949 офіцер південнокорейської армії Ан Ду Хі вбив Кім Гу в його робочому кабінеті. Були підозри, що це вбивство було організовано президентом Лі Син Маном, проте деталі вбивства невідомі. Більше того, сам Ан Ду Хі був убитий одним з прихильників Кім Гу в 1956 році після дачі останнім показань, які викривають Кім Чхан Рьона в замовленні замаху.